# اوتاگاوا یوشیتورا
اوتاگاوا یوشیتورا (به ژاپنی: 細川 晴元 Utagawa Yoshitora); یک نقاش و طراح اوکی‌یوئه چاپ‌نقش چوبی ژاپنی و تصویرگر کتاب و روزنامه بود که از حدود سال ۱۸۵۰ تا حدود سال ۱۸۸۰ فعال بود. او در ادو (توکیو امروزی) به دنیا آمد، اما نه تاریخ تولد و نه تاریخ مرگ وی مشخص نیست.

آثار یوشیتورا
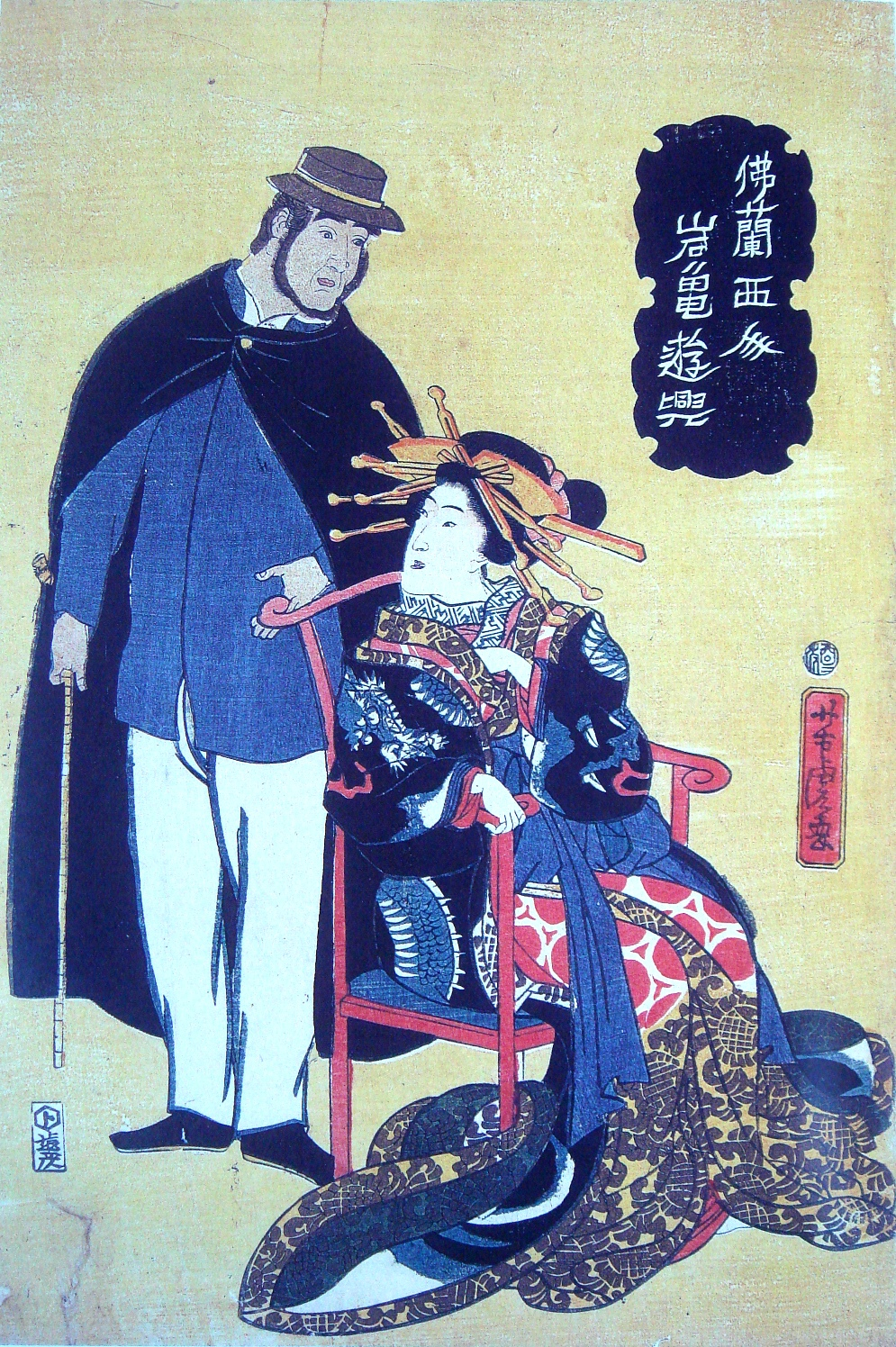
چاپ‌نقش چوبی نقاشی شده توسط اوتاگاوا یوشیتورا  یک فرانسوی با یک گی شا،  ۱۸۶۱
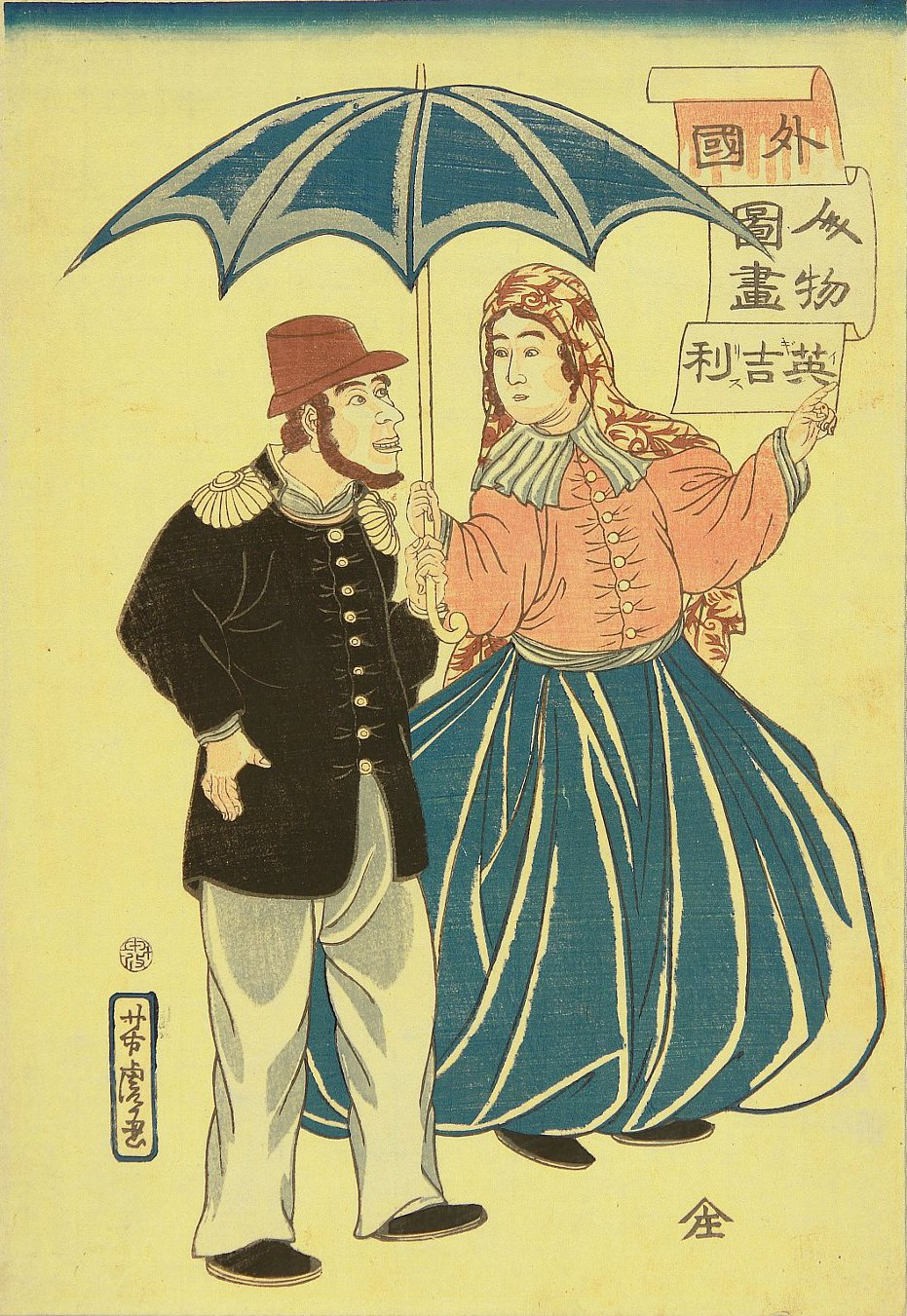
اوتاگاوا یوشیتورا (۱۸۶۰) زوج انگلیسی
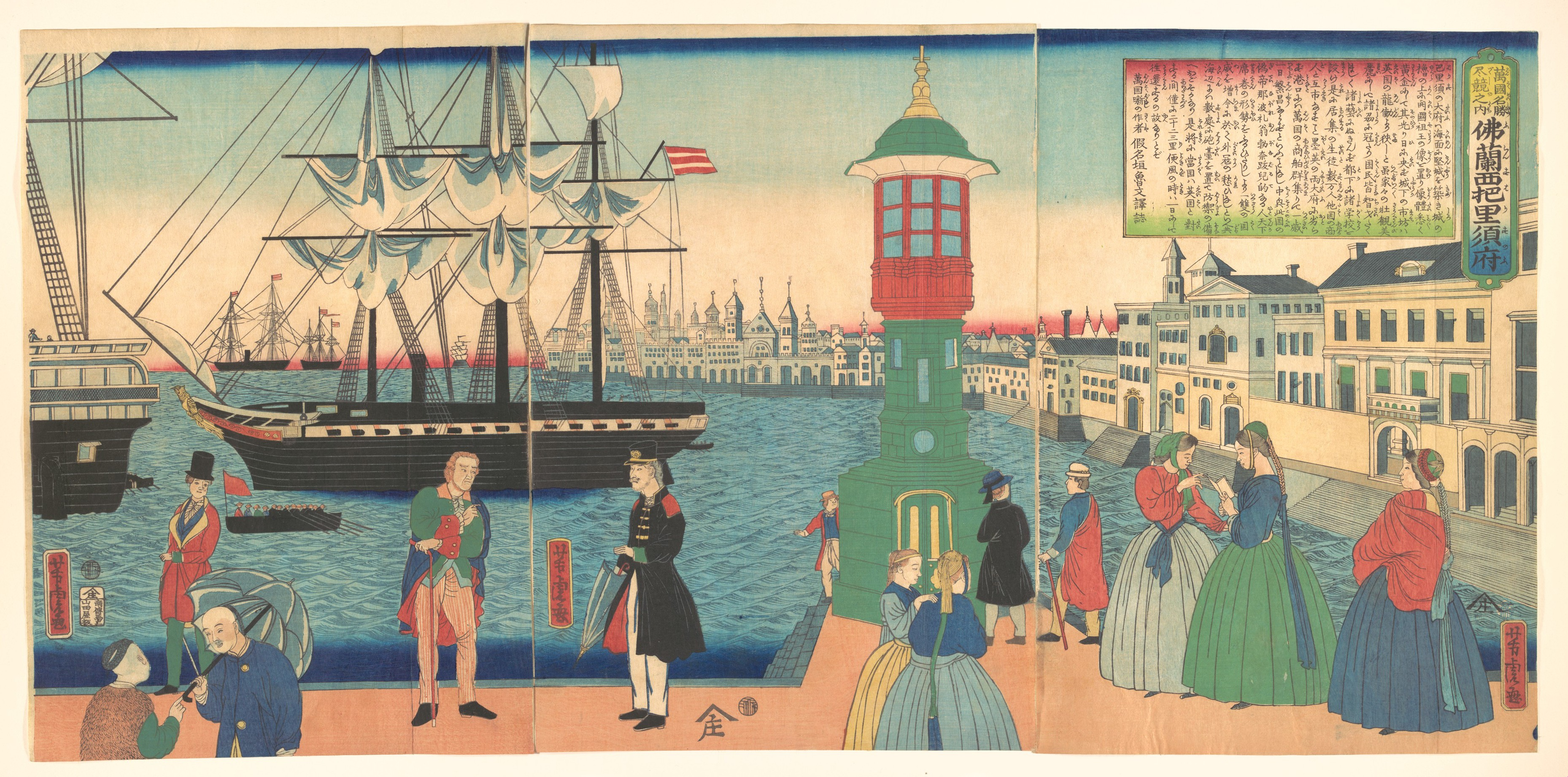
اوتاگاوا یوشیتورا،  پاریس،  فرانسه،  ۱۸۶۲
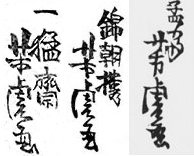
امضای اوتاگاوا یوشیتورا خواندن از چپ به راست:
•"Ichimōsai Yoshitora ga" (一猛斎 芳虎 画؟)
•"Kinchōrō Yoshitora ga" (錦朝楼 芳虎 画؟)
•"Mōsai Yoshitora ga" (孟斎　芳虎　画؟)